# Microstylum sumatranum
Microstylum sumatranum är en tvåvingeart som beskrevs av Günther Enderlein 1914. Microstylum sumatranum ingår i släktet Microstylum och familjen rovflugor. Inga underarter finns listade i Catalogue of Life.